# Tholozodium ocellatum
Tholozodium ocellatum là một loài chân đều trong họ Sphaeromatidae. Loài này được Eleftheriou, Holdich & Harrison miêu tả khoa học năm 1980.